# Chrysosoma bicoloratum
Chrysosoma bicoloratum är en tvåvingeart som beskrevs av Grichanov 1999. Chrysosoma bicoloratum ingår i släktet Chrysosoma och familjen styltflugor. Inga underarter finns listade i Catalogue of Life.